# Centromerus andriescui
Centromerus andriescui är en spindelart som beskrevs av Weiss 1987. Centromerus andriescui ingår i släktet Centromerus och familjen täckvävarspindlar.
Artens utbredningsområde är Rumänien. Inga underarter finns listade i Catalogue of Life.